# Rehab (Rihanna)
Rehab è un brano musicale della cantante barbadiana Rihanna, estratto come ottavo e ultimo singolo estratto dal suo terzo album, Good Girl Gone Bad. La Def Jam Recordings ha lanciato il brano nella contemporary hit radio negli Stati Uniti il 6 ottobre 2008. Rehab è stato pubblicato in Regno Unito come CD singolo l'8 dicembre 2008.
Timbaland ha creato Rehab mentre Rihanna appoggiava il tour FutureSex/LoveShow di Justin Timberlake nel 2007. Rehab è un brano R&B lento con un ritornello sofferto e malinconico.

## Descrizione
Rehab è uno dei tre brani scritti e prodotti da Timbaland per il terzo album di Rihanna, Good Girl Gone Bad.
Rihanna ha dato il via alla stesura di Rehab in un periodo in cui aveva seguito Timbaland in alcune tappe della tournée di Justin Timberlake, intitolata FutureSex/LoveShow del 2007. Una sera, alla chiusura di un concerto a Chicago, Rihanna e Timberlake si sono recati in sala di registrazione e si sono messi a lavorare insieme. Poco dopo, Timberlake è volato a New York in studio portando con sé Rihanna e si è proposto di scriverle un brano per il suo nuovo album di inediti, Good Girl Gone Bad. Timbaland e Timberlake insieme diedero vita al brano, il primo producendo i ritmi e il secondo formulando le parole del brano che ha basato in un primo momento solo sulla memoria e ponendole infine su carta. Rehab è stato inciso a New York, nei Roc The Mic Studios nel 2007.
Rihanna ha dichiarato a Robert Copsey del Digital Spy di essersi divertita a lavorare con Timberlake e di aver imparato molto dalle sessioni. Ha affermato: "lavorare con Justin in studio è fantastico. È una persona divertente e rende tutte le sessioni formidabili. Ed è anche un genio a scrivere i testi".
Il brano è stato scritto e composto da Timbaland, che ne è anche il produttore, e Justin Timberlake, che esegue i cori della canzone.

## Struttura
Rehab è una ballad mid-tempo R&B. Secondo gli spartiti musicali forniti dal sito Sony/ATV Music Publishing, il brano è stato scritto nella chiave del Sol minore e posto in un tempo comune, con un groove piuttosto lento.
Quentin B. Huff da PopMatters ha scritto che la musica riecheggia il singolo What Goes Around... Comes Around di Timberlake del 2007.

## Accoglienza
Rehab ha diviso la stampa musicale. Rodney Dugue dal The Village Voice l'ha definito uno dei piatti forti di Good Girl Gone Bad, mentre Sarah Rodman dal The Boston Globe ha affermato che Rehab è essenziale per l'album. Huff da PopMatters l'ha definito "una piccola perla" e l'ha paragonato alla collaborazione di Babyface con Madonna in Take a Bow. La rivista Billboard ha definito il brano uno dei momenti più belli dell'album con "le sonorità striscianti di sottofondo di Timberlake che fanno da spalla al brano, una produzione sottoposta a tensione, contrasti tra archi e chitarre". Shanel Odum dal Vibe, in una recensione di Good Girl Gone Bad, ha affermato che l'album è formato in modo predominante da brani up-tempo, mentre le ballad sono il suo punto debole, fatta eccezione per Rehab. Spence D. da IGN ha dichiarato che Rihanna e Timberlake si sposano bene insieme per merito del loro timbro vocale simile. Ha affermato che il brano "ripiega sul vecchio R&B morente di Rihanna, con il groove costruito con colpi di tamburello, vortici di chitarra acustica e un ingegnoso ritmo di sfondo". Doug Rule dal Metro Weekly ha dichiarato che Rehab è un brano con una propria particolarità - e che convince - ma è inequivocabile il rimando a uno dei successi di Timberlake". Sylvia Patterson dal The Guardian ha definito il brano "un contrito resoconto di un amore perduto vissuto come se fosse un riscatto catastrofico".
Tom Breinan da Pitchfork ha ribattuto che Rihanna "si avvicina più di quanto ci si possa immaginare a rievocare un'emozione umana ma se la spunta sembrando un robot programmato per personificare Alanis Morissette". Neil Drumming dal Entertainment Weekly ha dichiarato che "Rehab è una dolente overdose di melodramma mid-tempo". Sal Cinquemani dal Slant Magazine ha affermato che Rehab è la prova che Timberlake "è migliore rispetto a quando scrive testi su sederi sexy e peni nelle scatole" - un'allusione ai singoli SexyBack e Dick in a Box di Timberlake.

## Il singolo
Rehab è stato lanciato come ottavo e ultimo singolo dall'album Good Girl Gone Bad. Secondo la testata musicale Rap-Up, Rehab ha sostituito Breakin' Dishes come nuovo singolo estratto dal disco.
Rehab è stato trasmesso dalle radio statunitensi a partire dal 7 ottobre 2008, e da quelle europee a partire dal 5 dicembre 2008.
Il CD singolo è uscito nei negozi il 10 dicembre 2008, sia nel formato fisico sia nel formato digitale.

## Successo commerciale
Rehab ha esordito nella Billboard Hot 100 alla numero 91 il 22 novembre 2008, e ha raggiunto la numero 18, divenendo il dodicesimo singolo di Rihanna tra i venti posti più alti della classifica. Ha anche raggiunto la numero 17 nella classifica Billboard Mainstream Top 40, e la numero 52 nella classifica Hot R&B/Hip-Hop Songs.

## Il video

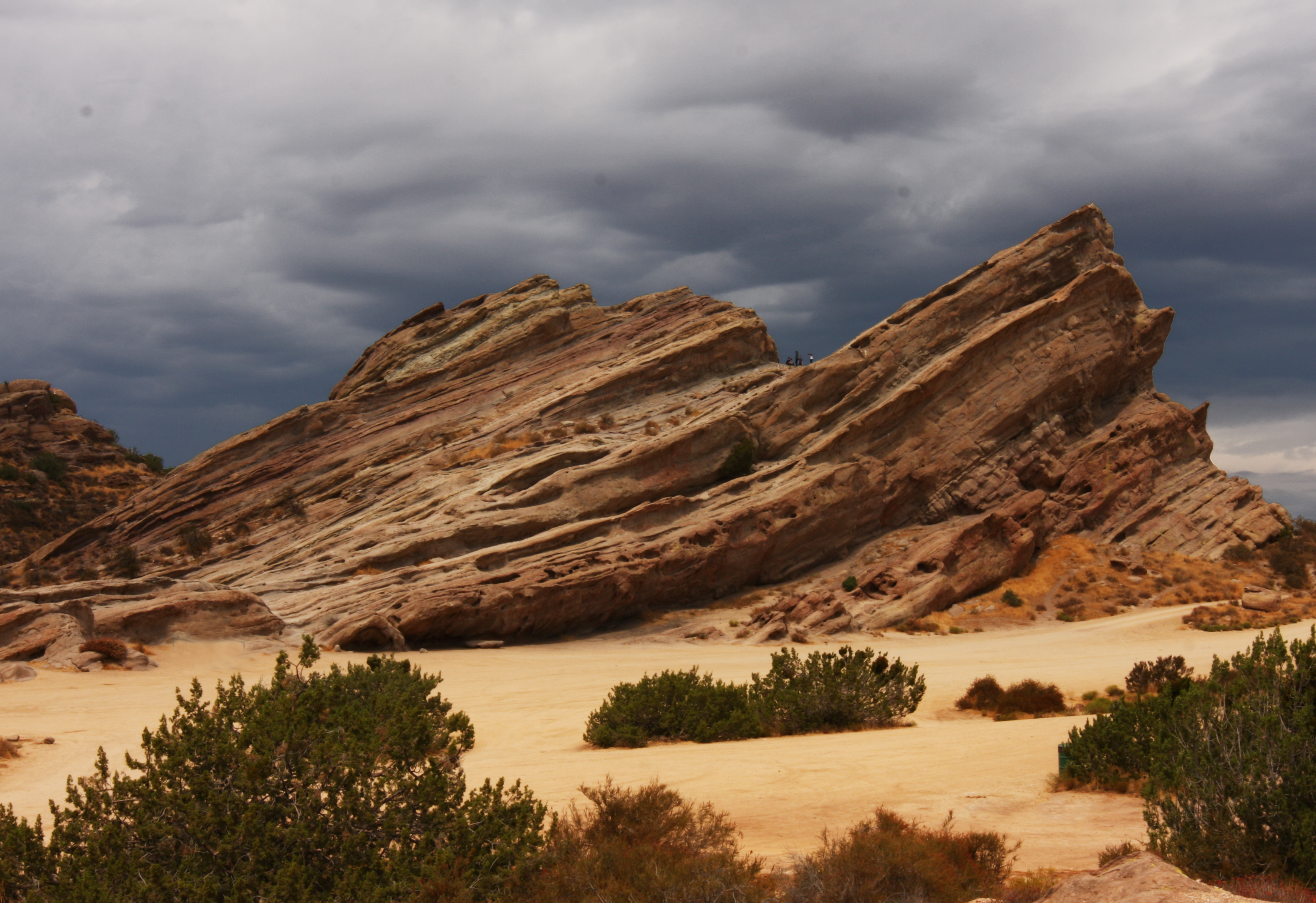
Il video di Rehab è stato realizzato nel Vasquez Rocks Park (nella foto), vicino a Los Angeles

Rihanna ha filmato il video con Justin Timberlake nel Vasquez Rocks Park, nei pressi di Los Angeles, il 22 ottobre 2008. È stato diretto dal suo collaboratore Anthony Mandler, che aveva già diretto i video di Take a Bow e Disturbia. Il giorno stesso sono affiorati in rete alcuni scatti delle riprese. Tim Nixon dal The Sun ha sostenuto che la "bollente alchimia" dei protagonisti non deve essere stata facile da guardare per i loro partner. Simon Reynolds dal Digital Spy ha affermato che la partner di Timberlake, Jessica Biel "ha dichiarato di aver sentito una stretta allo stomaco dopo aver scoperto che Rihanna indossava un costume scollato mentre faceva il video con Timberlake". Timberlake ha dichiarato in un'intervista con Access Hollywood: "sono io il ragazzo nel video, perciò dovevo portare addosso tutte le insicurezze che questo ruolo comporta. Ma sì ci siamo divertiti molto e abbiamo riso per tutto il tempo delle riprese". Il video è stato presentato il 17 novembre 2008 su MTV.
Il Video si apre con Rihanna che sospira con gli occhi socchiusi, poi si vedrà un'auto vintage rossa e Rihanna che si avvicina al veicolo emulando con gli orecchini il suono delle campane ed attende qualcuno vestita con un top e un pantaloncino iper-ridotto verdi. Poi si vedrà la ruota anteriore di una motocicletta capitanata da un uomo con un casco ed una giubba nera che si incammina verso la spiaggia (luogo dove Rihanna lo attende mentre gode di se stessa). Dopo aver messo il tacco sul parafango dell'auto incomincia la canzone. La moto si ferma e il conducente di quest'ultima scende mentre Rihanna, colpita da una luce verde, intona i primi versi della canzone. Poi il motociclista si toglie il casco e si scopre che quest'ultimo è Justin Timberlake. Rihanna lo guarda mentre il cantante si toglie i guanti e poi la giubba mostrando i suoi possenti muscoli. Poi dopo una breve doccia in una cabina esterna nelle vicinanze, mentre si tocca i capelli il ragazzo si avvicina a Rihanna, quest'ultima gli accarezza il collo e lo spinge sulla macchina; da qui incominciano varie effusioni erotiche fra i due. Poi la scena si sposta a qualche miglia più lontani dall'auto dove i cantanti si incamminano verso una meta ignota. Poi si mostra il volto di Rihanna e il viso di Justin Timberlake che si avvicina mentre Rihanna veste in rosso e nero. La scena torna su quella precedente e mentre i due camminano, si incontrano con gli sguardi. Poi la cantante uscirà da una roulotte e questa scena verrà spesso alternata a quella in cui Rihanna si trova su un divano e giocherella con le decorazioni dello schienale. Il video continua con le stesse location, l'auto e i due mentre si scambiano coccole ed effusioni, la camminata, la roulotte. Il video termina con Rihanna che con uno sguardo trafitto chiude gli occhi; la scena si offusca e il video si conclude.
David Balls dal Digital Spy ha scritto che "la coppia pop si è calata in uno scenario sessuale scottante e molto affiatato e non sorprende che la ragazza di Justin non ne sia stata felice".

## Tracce
CD Single / Download digitale
1. Rehab – 4:54
2. Rehab (Instrumental) – 4:54

UK / IRE Exclusive Digital Download
1. Rehab (Live from MEN Arena, UK, December 6, 2007 – Stereo) – 4:46
2. Rehab (Video) – 4:45

US / CAN Exclusive Digital Download;
1. Rehab (Timbaland Remix) – 3:30

## Classifiche

### Classifiche settimanali
| Classifica (2008-09) | Posizione massima |
| -------------------- | ----------------- |
| Australia            | 26                |
| Austria              | 9                 |
| Belgio (Fiandre)     | 64                |
| Belgio (Vallonia)    | 56                |
| Canada               | 19                |
| Danimarca            | 16                |
| Germania             | 4                 |
| Irlanda              | 22                |
| Italia               | 30                |
| Norvegia             | 4                 |
| Nuova Zelanda        | 12                |
| Paesi Bassi          | 18                |
| Regno Unito          | 16                |
| Stati Uniti          | 18                |
| Svezia               | 28                |
| Svizzera             | 13                |

### Classifiche di fine anno
| Classifica (2009) | Posizione |
| ----------------- | --------- |
| Austria           | 74        |
| Canada            | 89        |
| Germania          | 57        |
| Svizzera          | 65        |